# George Burns
Pour les articles homonymes, voir George Burns (homonymie) et Burns.
 (mai 2017).
Si vous disposez d'ouvrages ou d'articles de référence ou si vous connaissez des sites web de qualité traitant du thème abordé ici, merci de compléter l'article en donnant les références utiles à sa vérifiabilité et en les liant à la section « Notes et références ».
Nathan Birnbaum, dit George Burns (20 janvier 1896 à New York - 9 mars 1996 à Beverly Hills), est d'abord un comédien de vaudeville américain qui a continué sa carrière dans le cinéma, la radio et la télévision.

## Biographie

### Premières années
George Burns naquit à New York, prénommé Nathan par ses parents, Louis et Dorothy Birnbaum, dont il était le neuvième des douze enfants. Son père était chantre suppléant à la synagogue du quartier, mais ne travaillait pas souvent. L'épidémie de grippe de 1903 lui donna l'occasion de gagner un peu mieux sa vie, les offices se multipliant pour les obsèques, mais il tomba malade à son tour et mourut.
Après la mort de son père en 1903, George se mit à travailler comme cireur de chaussures, coursier et vendeur de journaux. À l'âge de sept ans, il trouva un petit emploi pour fabriquer du sirop dans une confiserie du quartier. C'est là qu’il découvrit que ses talents de chanteur plaisaient à ceux qui l'écoutaient et il se lança dans le spectacle.

« Nous étions tous à peu près du même âge, de six à sept ans et, quand nous nous étions assez ennuyés à faire du sirop, nous avions l’habitude de chanter en chœur au sous-sol. Un jour notre facteur y est descendu. Il s’appelait Lou Farley. Son vrai nom, c’était Feingold, mais il en avait changé pour Farley. Il aurait voulu que le monde entier chantât en chœur. Ce jour-là il était descendu porter une lettre et il a entendu les quatre gosses que nous étions chanter en chœur. Comme il appréciait notre style nous avons chanté encore quelques chansons pour lui et c’est alors que nous avons remarqué en haut de l'escalier trois ou quatre personnes qui nous écoutaient avec un grand sourire. Ils nous ont même jeté quelques pennies. Du coup j'ai dit aux autres gosses avec lesquels je travaillais : « Le sirop de chocolat, c’est fini. Maintenant, c’est le show-business. »

« Ayant pris le nom de Quartette Peewee, nous avons commencé à chanter sur des ferry-boats, dans des bars et dans la rue. Nous mettions par terre nos chapeaux pour recevoir des sous. Parfois les gens qui passaient jetaient quelque chose dans les chapeaux. Parfois ils prenaient quelque chose des chapeaux. Parfois ils prenaient les chapeaux. »

— George Burns
Burns arrêta l'école dès le Primaire pour entrer dans le show business à plein temps. Comme beaucoup d'artistes de sa génération, il commença par des rôles comiques. Il a travaillé avec un phoque dressé, il faisait des tours de patins à roulettes, a été professeur de danse, chanteur et danseur de tango. C'est à cette époque qu'il commença à fumer le cigare et qu'il changea son nom de Nathan Birnbaum en George Burns.

### Gracie Allen

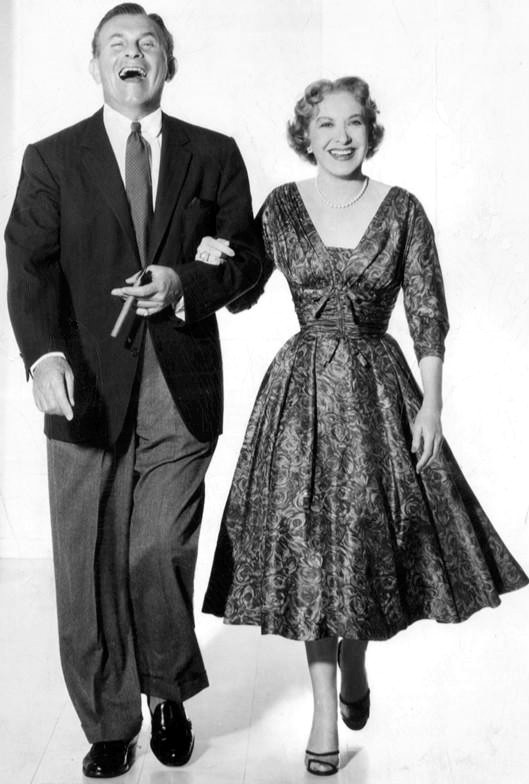
Gracie Allen et George Burns en 1955.

Burns avait l'habitude d'avoir une partenaire féminine l'accompagnant dans ses chorégraphies ou ses chansons. Bien qu'étant doué pour la comédie, il n'avait pas de relation professionnelle privilégiée particulière avec ses partenaires jusqu'à l'arrivée de Gracie Allen en 1923.
Ils se mirent à travailler ensemble aussitôt après leur rencontre, George était le comique et Gracie son faire-valoir. Ils inversèrent cependant leurs rôles après avoir joué à Hoboken, quand Burns se rendit compte que le public riait davantage des questions de Gracie que de ses blagues à lui. Par conséquent, leur duo comique s'est rapidement transformé avec Gracie Allen endossant le rôle, désormais classique dans le vaudeville, d'une « dumb Dora ».
Burns et Allen ont travaillé ensemble, avec de plus en plus de succès jusqu'à ce que leur réputation grandissante leur permette de jouer au Théâtre du Palais à New York, un sommet pour des spectacles de ce genre. Avec le succès est venu l'amour, et George et Gracie se marièrent 7 janvier 1926, à Cleveland.
Dans les années 1930 le duo participe à de nombreuses productions : The Big Broadcast (La grande émission) de 1932; International House (Chambre internationale) en 1933 ; Six of a Kind (Six d'une sorte) en 1934 ; The Big Broadcast (La grande émission) de 1936 ; The Big Broadcast de 1937 ; A Damsel in Distress (Une demoiselle dans la détresse) en 1937 et "College Swing" en 1938, où Bob Hope fait une apparition.
Burns et Allen furent indirectement responsables des films à succès de Hope et Crosby. En 1938, William LeBaron, producteur et directeur de gestion à Paramount, reçut un manuscrit de Don Hartman. Burns devait tenir le premier rôle et Allen devait collaborer avec un jeune chanteur de charme, Bing Crosby. Mais l'histoire n'a pas semblé convenir à George et Gracie, le script a été réécrit pour deux rôles masculins: Bob Hope et Bing Crosby. Le film a été appelé Road to Singapor (route vers Singapour) et il fait partie de l'histoire du cinéma.

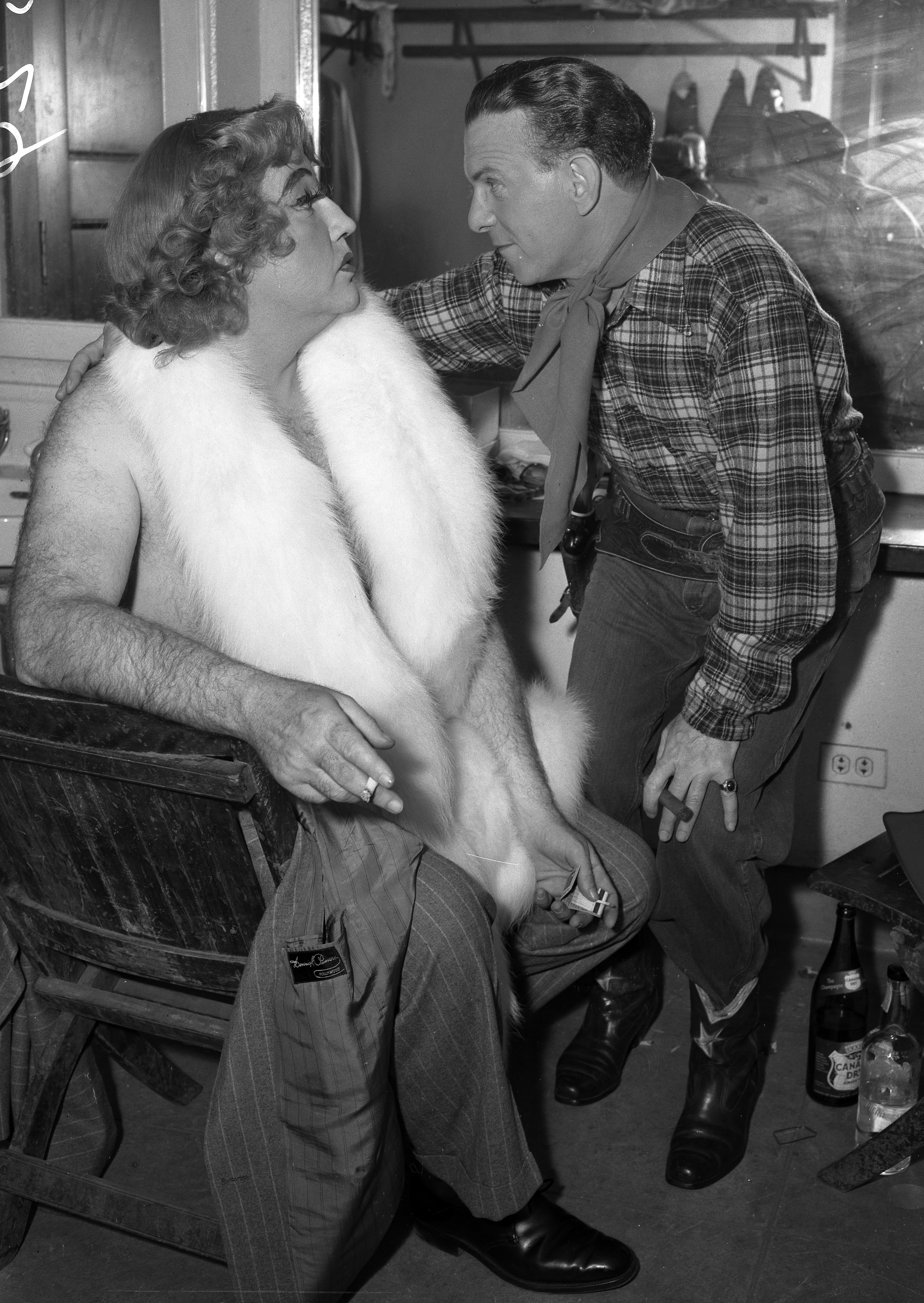
George Burns (à droite) et Broderick Crawford, travesti, dans les coulisses des Friars Frolics à Los Angeles en 1950.

La principale réussite du duo était une émission de radio hebdomadaire qui a connu un grand succès dès les années 1930, se maintenant dans les 10 premières jusqu'à ce qu'elle devienne télévisuelle en 1950.
En 1955, Burns et Allen ont fondé la McCadden Corporation, qui avait son siège social au General Service Studio au cœur de Hollywood, pour tourner des émissions et des films publicitaires de télévision. Sans compter George Burns and Gracie Allen Show, grand succès, la compagnie produisit pour la télévision The Bob Cummings Show, The People's Choice (Le choix des gens), le tonnelier de Jackie ; Mona McClusky, et Mister Ed, avec Alan Young. Les Burns and Allen Show ont continué jusqu'à 1958, quand Gracie a décidé de se retirer pour des problèmes de santé.

### Amuseur de déplacement
Après la mort de Gracie d'une crise cardiaque en 1964, Burns s'immerge dans le travail. Sa compagnie coproduit la série de télévision No Time For Sergeants (Pas de temps pour les sergents). Simultanément il parcourt le pays de boîtes de nuit en théâtres avec des partenaires diverses telles Carol Channing, Dorothy Provine, Jane Russell, Connie Haines et Berle Davis. Burns se lance aussi dans une série de one man shows, de campus d'université au Philharmonic Hall de New York jusqu'au Carnegie Hall, où il souleva l'enthousiasme avec ses chansons, danses et plaisanteries.
En 1974, Jack Benny, sous contrat avec Irving Fein, a signé pour jouer un des rôles de fils dans la version filmée des Sunshine Boys (Garçons de Soleil) de Neil Simon. Mais Benny, qui ne se sentait pas bien, dit à Fein de faire appel à Burns.
George Burns n'avait pas besoin de ce rôle, pourtant il a accepté l'engagement parce qu'il avait plaisir à travailler et à se maintenir occupé. Burns a toujours pensé que « quand vous cessez de travailler, vous vous ratatinez vers le haut et mourez ».
« Les personnes les plus heureuses que je connaisse sont celles qui travaillent toujours. Les plus tristes sont celles qui ont pris leur retraite. Très peu d'interprètes se retirent d'eux-mêmes. Ils le font parce qu'on ne veut plus d'eux. Il y a six ans Sinatra a annoncé sa retraite. Il travaille toujours. »

### Années postérieures

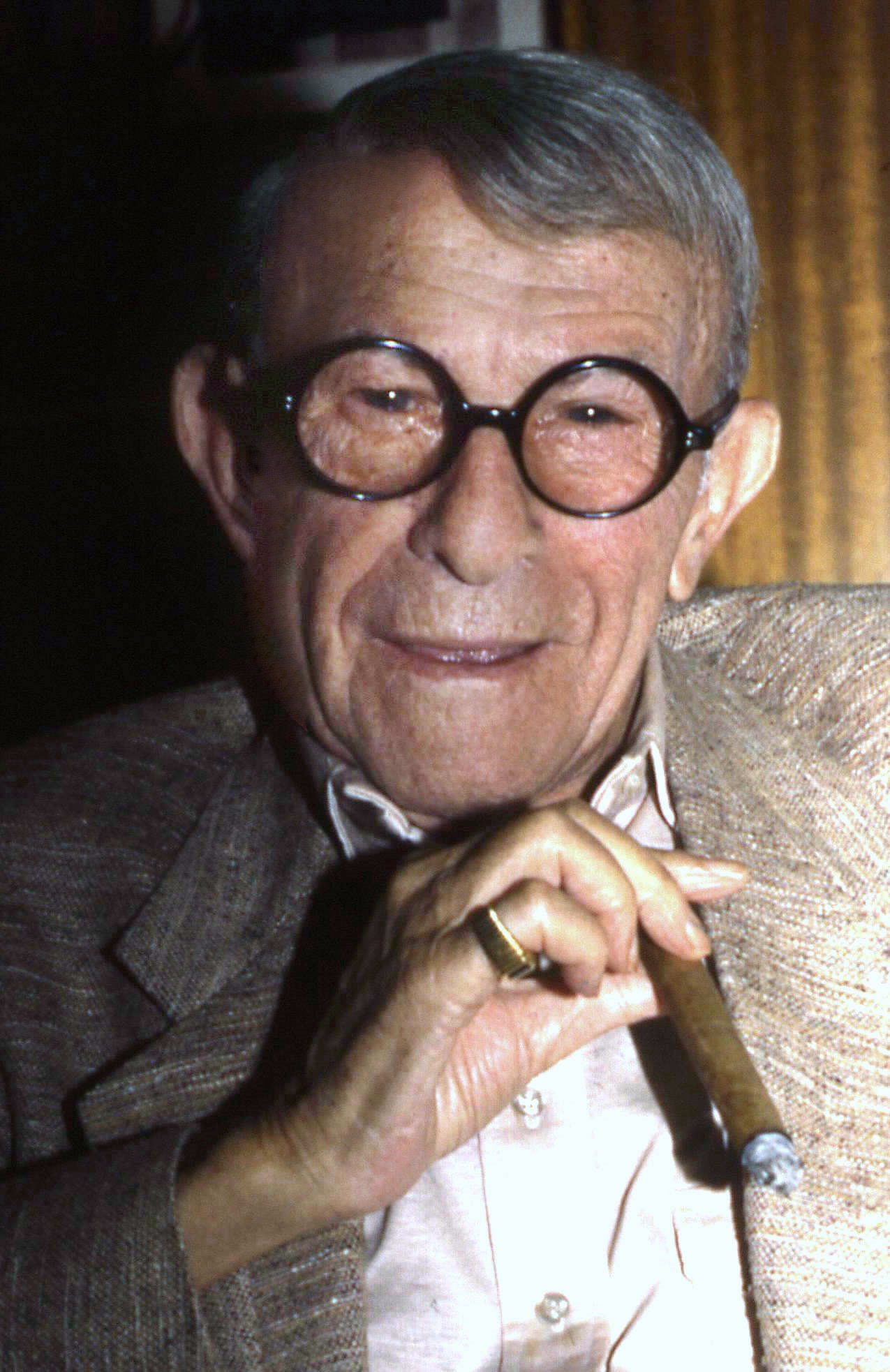
George Burns en 1987.

En 1977, George Burns tourne le film Oh, God! (Ah!, Dieu!), dans le rôle-titre face à John Denver. Le film a inspiré deux suites. Burns a continué à être en activité dans les années 1990, écrivant un certain nombre de livres et apparaissant dans les films et la télévision.
George Burns ne se remaria jamais, et bien qu'il ait répété de nombreuses fois être un vieillard sexy (il a souvent été vu en compagnie de belles jeunes femmes), il est resté fidèle à son épouse jusqu'à sa mort. Sur ses relations féminines il disait : « Je sortirais bien avec des femmes de mon âge, mais il n'y a aucune femme de mon âge. ». Burns avait longtemps projeté de célébrer son 100e anniversaire par une émission au Palladium de Londres. Cependant, en 1994, Burns fait une mauvaise chute et sa santé en est très diminuée. Il est mort quarante trois jours après son 100e anniversaire en 1996. Burns a fait face à la mort très bravement ; il a souvent dit que d'une certaine manière il l'attendait avec intérêt. Il espérait être réuni à Gracie dans le ciel.

## Filmographie sélective
- 1929 : Lambchops (court métrage)
- 1932 : The Big Broadcast de Frank Tuttle
- 1933 : International House d'A. Edward Sutherland
- 1933 : College Humor de Wesley Ruggles
- 1934 : Many Happy Returns (en) de Norman Z. McLeod
- 1934 : Poker party (Six of a Kind) de Leo McCarey
- 1934 : We're Not Dressing de Norman Taurog
- 1935 : Love in Bloom d'Elliott Nugent
- 1936 : Here Comes Cookie de Norman Z. McLeod
- 1936 : L'Appel de la folie (College Holiday) de Frank Tuttle
- 1937 : Une demoiselle en détresse (A Damsel in Distress) de George Stevens
- 1938 : College Swing de Raoul Walsh
- 1939 : Honolulu d'Edward Buzzell
- 1956 : Une Cadillac en or massif (The Solid Gold Cadillac) de Richard Quine : narrateur
- 1975 : Ennemis comme avant d'Herbert Ross (Oscarisé)
- 1977 : Bon Dieu !  (Oh, God!), de Carl Reiner : Dieu
- 1978 : Sgt. Pepper's Lonely Hearts Club Band de Michael Schultz
- 1979 : Going in Style de Martin Brest : Joe
- 1979 : Just You and Me, Kid (en) de Leonard Stern (en) : Bill
- 1980 : Oh, God! Book 2 de Gilbert Cates : Dieu
- 1984 : Oh, God! You Devil! de Paul Bogart : Dieu
- 1988 : 18 Again! (en) de Paul Flaherty (en)
- 1994 : Radioland Murders de Mel Smith
- 1994 : A Century of Cinema de Caroline Thomas

## Séries en radio

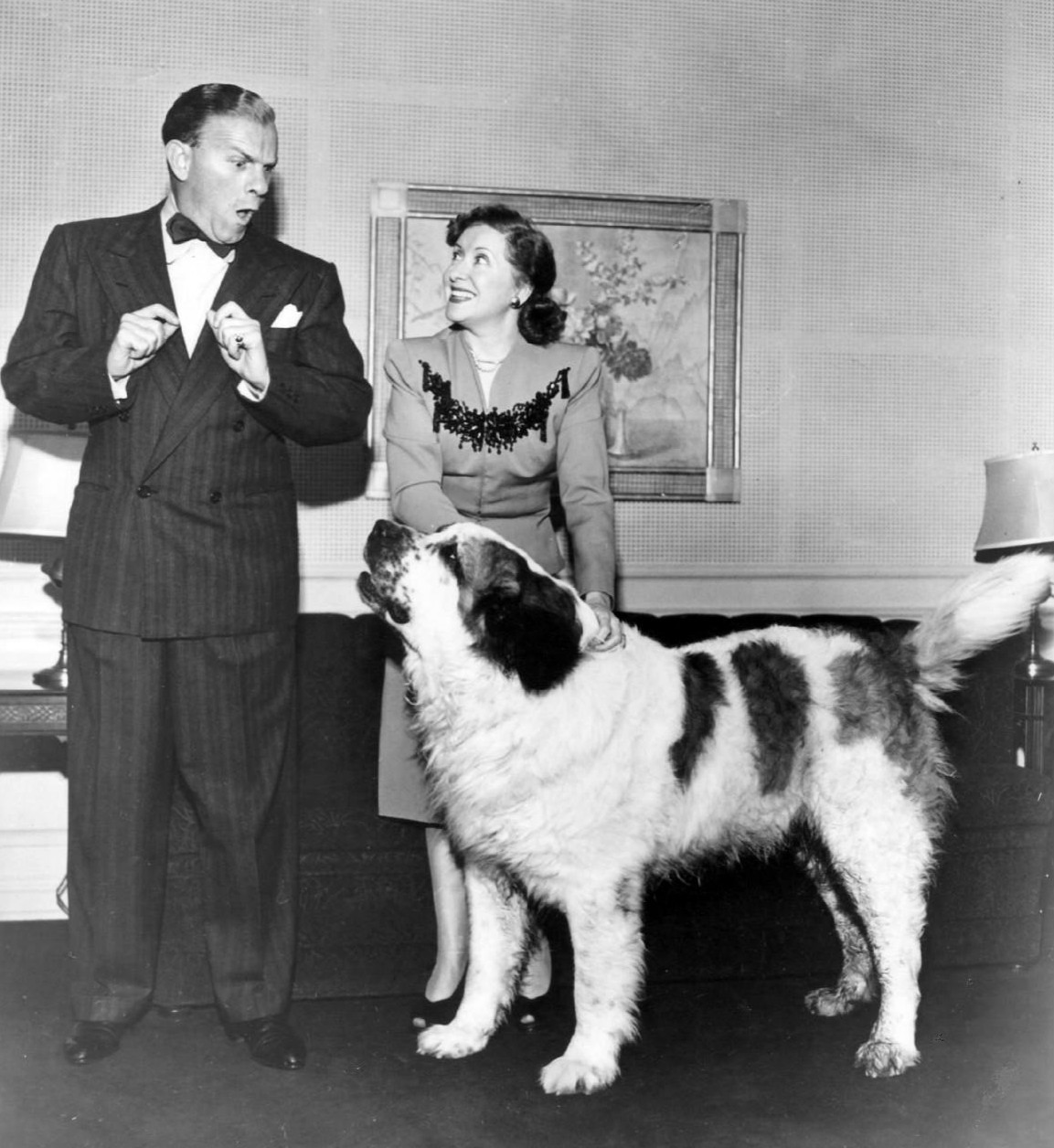
George Burns et Gracie Allen lors du Maxwell House Coffee Time (1945–1949) de la radio NBC.

- The Robert Burns Panatella Show: 1932 - 1933 CBS

Pour cette première série, George et Gracie partagent l'affiche avec Guy Lombardo et son orchestre. Le duo accède à la célébrité nationale grâce au coup publicitaire qui accompagne Gracie lancée à la recherche de son frère disparu.
- The White Owl Program: 1933 - 1934 CBS
- The Adventures of Gracie: 1934 - 1935 CBS
- The Campbell's Tomato Juice Program: 1935 - 1937 CBS
- The Grape Nuts Program: 1937 - 1938 NBC
- The Chesterfield Program: 1938 - 1939 CBS
- The Hinds Honey and Almond Cream Program: 1939 - 1940 CBS

Cette série inclut un autre coup d'éclat publicitaire qui voit Gracie présenter sa candidature aux présidentielles américaines.
- The Hormel Program: 1940 - 1941 NBC

Le programme est sponsorisé par un nouveau produit baptisé « Spam» et présente des intermèdes musicaux animés par le célèbre musicien de jazz Artie Shaw.
- The Swan Soap Show: 1941 - 1945 NBC, CBS

Le programme change de format : en réponse à une baisse marquée de l'audience vis-à-vis du flirt prolongé des personnages, George et Gracie y sont, pour la première fois, présentés comme un couple marié, le script évoluant alors vers une comédie de situation domestique.
- Maxwell House Coffee Time: 1945 - 1949 NBC
- The Amm-i-Dent Toothpaste Show: 1949 - 1950 CBS

## Séries de TV
- The George Burns and Gracie Allen Show (it) : 1950 - 1958 CBS

Émission diffusée une semaine sur deux pendant deux saisons (26 épisodes par an). À partir de la troisième saison, tous les épisodes sont enregistrés et diffusés de façon hebdomadaire (40 épisodes par an). Il y eut 291 épisodes créés en tout.
- The George Burns Show: (1958 - 1959) NBC

Une tentative manquée de poursuivre le format George Burns et Gracie Allen, mais sans Gracie, le reste de la distribution restant le même.
- Wendy and Me: (1958 - 1959) NBC

Comme dans le George Burns and Gracie Allen Show, mais avec moins de temps de présence à l'écran, George joue le rôle du narrateur dans cette série éphémère, le centre d'intérêt étant un jeune couple joué par Connie Stevens et Ron Harper. Le personnage interprété par Connie Stevens est une variante du personnage de Gracie.
- George Burns Comedy Week: (1985) CBS

Autre série éphémère : une anthologie hebdomadaire de comédie dont le seul fil conducteur est la présence de George comme animateur. Il n'apparaît dans aucun des scénarios. Il avait 89 ans quand la série a été filmée.